# Migrirajući tromboflebitis
Migrirajući tromboflebitis ili Trousseauov sindrom javlja se kao paraneoplastični sindrom najčešće u sklopu mucinoznog adenokarcinoma gušterače te uz karcinome probavnog sustava, pogotovo rak želudca i crijevā, no može se pojaviti uz bilo koji drugi tumor. Očituje se spontanim nastankom tromboze na jednome mjestu, najčešće u trbušnoj šupljini, koja zatim spontano nestane i pojavi se na drugome mjestu, zato se naziva migrirajući. Nastanak tromboflebitisa potiču prokoagulantni čimbenici koje izlučuje tumor, npr. kod mucinoznog adenokarcinoma gušterače taj sindrom nastaje kao posljedica prokoagulantnih učinaka cirkulirajućih mucina. U sklopu ovog sindroma može se javiti i nebakterijski trombotični endokarditis, a to dovodi do odlaganja fibrina i drugih sastojaka krvi na zaliske, oštećujući zaliske i stvarajući vegetacije koje se mogu odlomiti i dovesti do embolija mozga, srca i drugih organa.